# Sufczyna

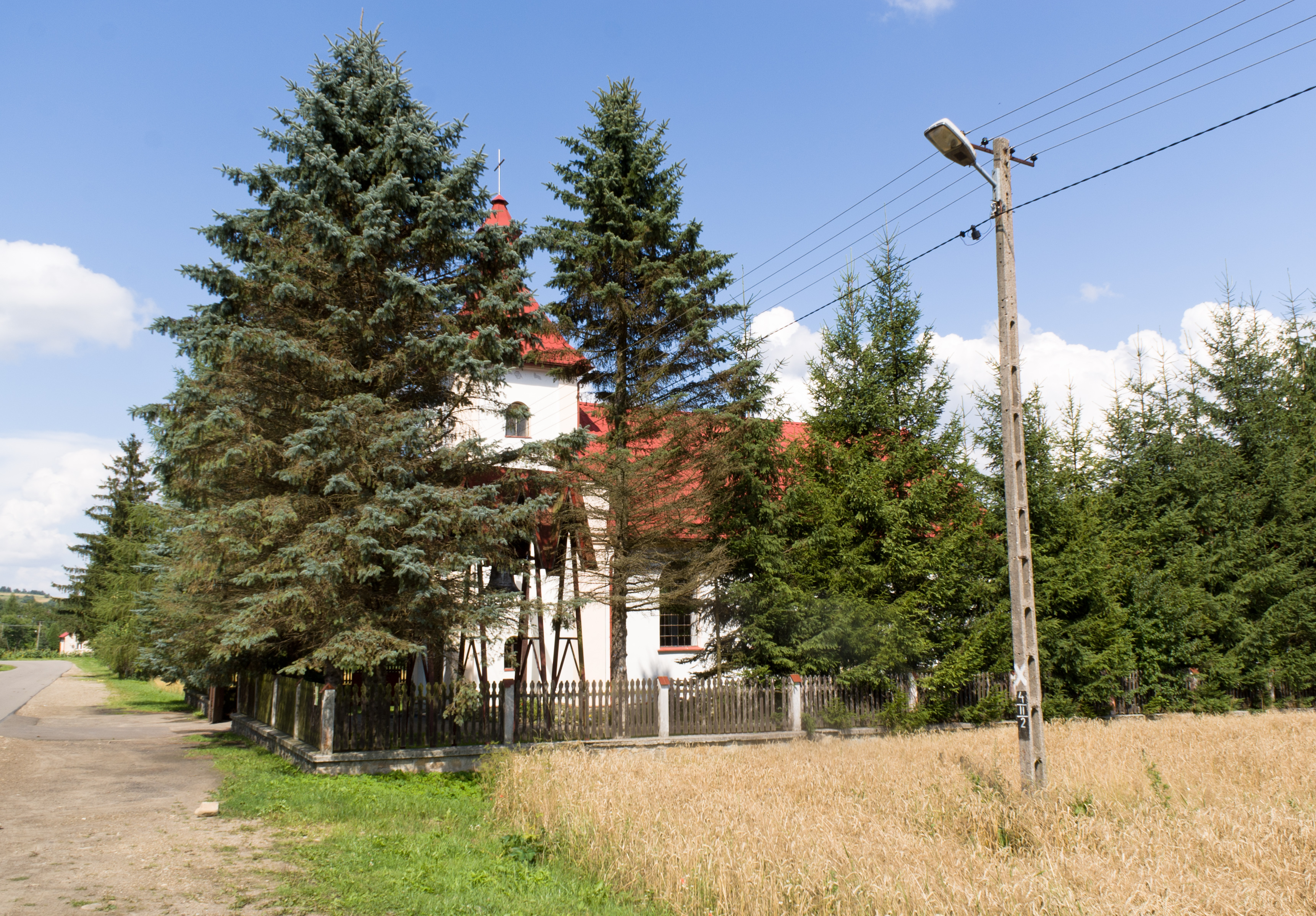
Kościół w Sufczynie

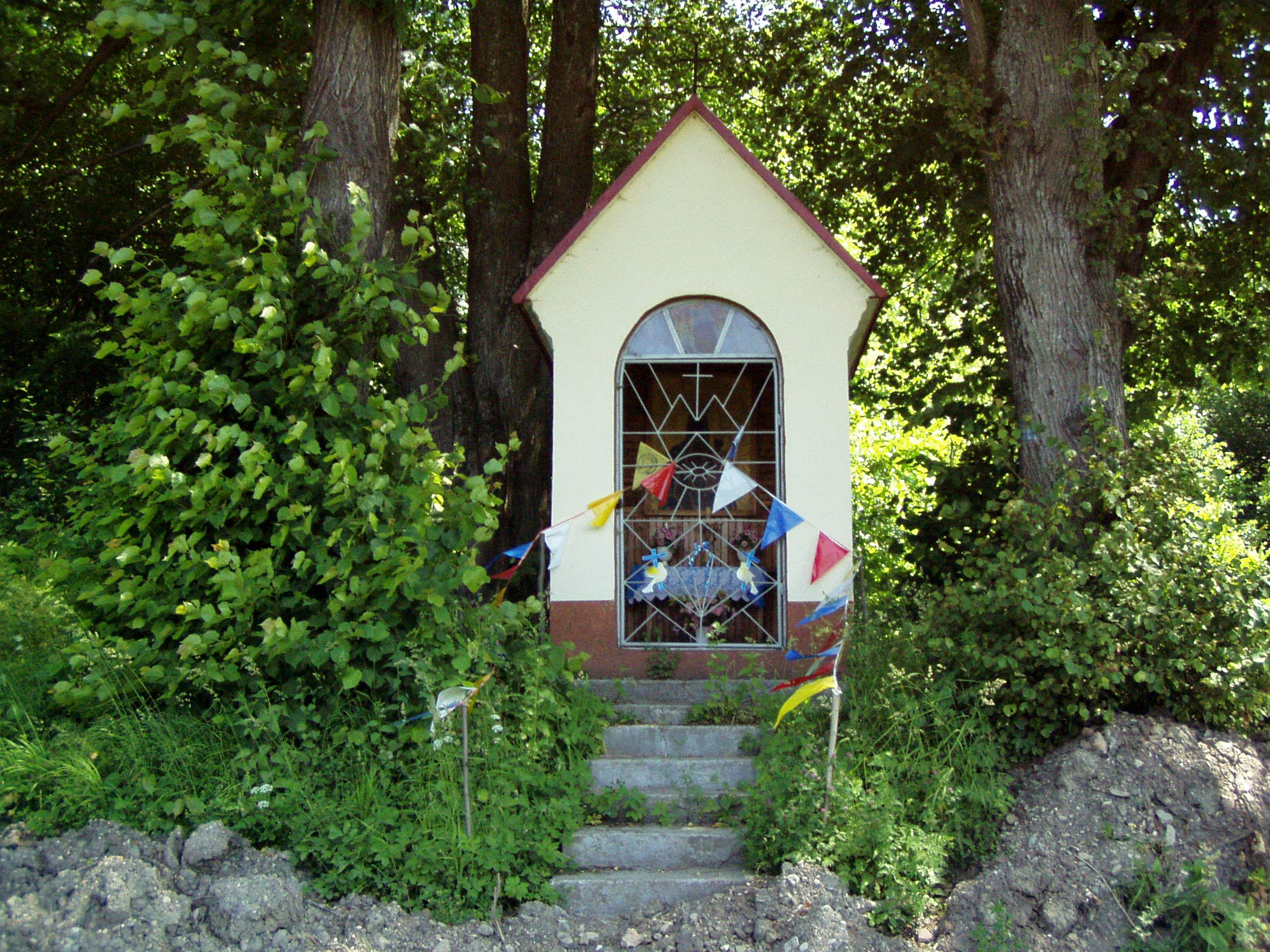
Kapliczka w Sufczynie

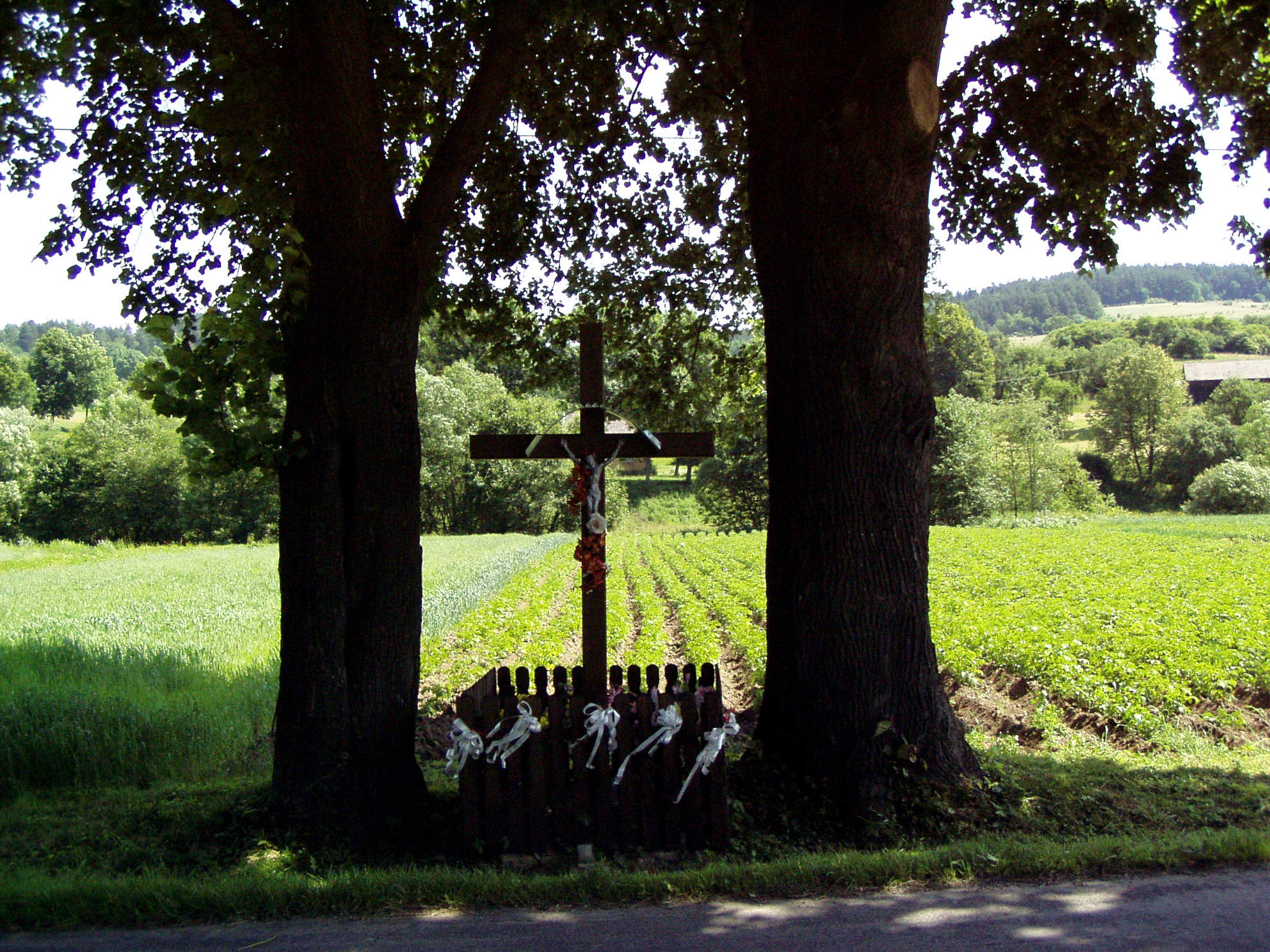
Krzyż na granicy Sufczyny z Nową Wsią

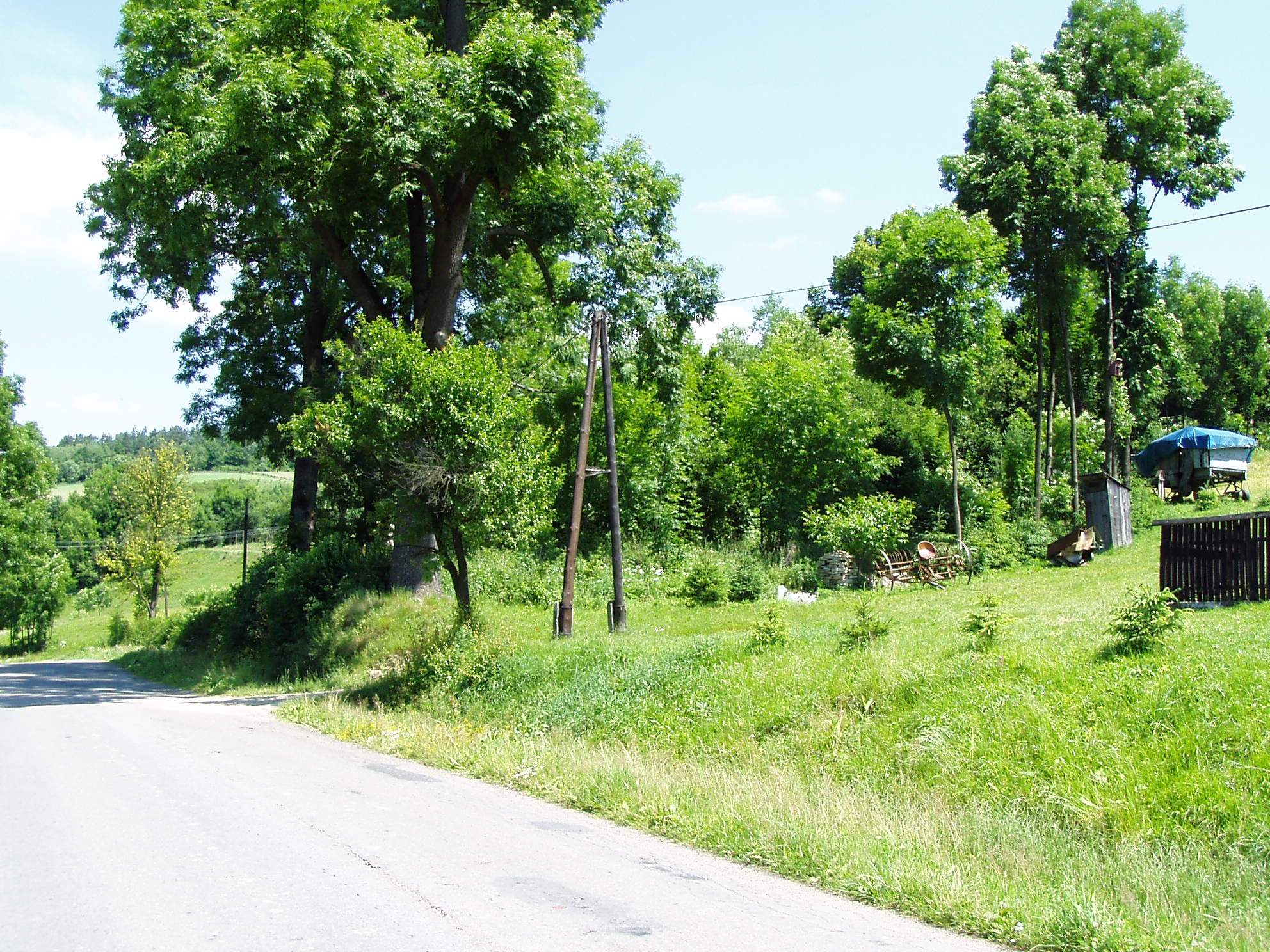
Cerkwisko i cmentarz greckokatolicki w Sufczynie

Sufczyna – wieś w Polsce położona w województwie podkarpackim, w powiecie przemyskim, w gminie Bircza. Leży nad rzeką Stupnica na terenie Pogórza Przemyskiego.
W latach 1340–1772 wieś leżała w ziemi sanockiej (1494 in terra et districto sanociensis), w parafii łacińskiej w Birczy (1484), w Babicach (1507). Parafia greckokatolicka w Brzusce. Następnie do 1914 miejscowość leżała w gminie Bircza, w powiecie sanockim, w powiecie podatkowym w Birczy, w austriackiej prowincji Królestwo Galicji i Lodomerii. 
W II Rzeczypospolitej wieś w powiecie dobromilskim województwa lwowskiego.
W latach 1975–1998 miejscowość administracyjnie należała do województwa przemyskiego.

## Część wsi
| SIMC    | Nazwa            | Rodzaj    |
| ------- | ---------------- | --------- |
| 0599630 | Jasienicki Potok | część wsi |
| 0599646 | Krążki           | część wsi |
| 0599652 | Sosny            | część wsi |

## Historia
Od 1456 wieś była własnością szlachecką Stanisława, Mikołaja i Jana Kmitów. W XV wieku wieś zmieniała nazwy: Camyenna Wola (1456), Schawczina Wola (1456), Sowczyna (1468), Szowczina (1468), Soffczyna (1485), Kamenna (1490). 
Następnie od 1491 była własnością Jerzego Bireckiego, syna Jerzego z Humnisk, dziedzica Birczy. W 1526 wieś została spalona przez Tatarów. Od 1541 miejscowość była własnością Barbary Herburt. W połowie XIX wieku właścicielką posiadłości tabularnej Sufczyna była Julia hr. Dembińska. W XIX wieku należała do Adalberta hr. Dembińskiego, potem do Jana Stresów. Do niego również należała huta szkła, wydzierżawiona w 1890 roku Ludwikowi Geynerowi. Dla pracowników huty założono nową osadę – Jasienicę Sufczyńską.
Do 1939 istniał we wsi folwark należący do hr. Tarnowskich.
W latach 1939–1941 wieś była pod okupacją Związku Radzieckiego. Od czerwca 1941 do lipca 1944 była pod okupacją niemiecką.
2 grudnia 1944 w Sufczynie miała miejsce katastrofa lotnicza amerykańskiego samolotu bojowego B-24 Liberator „Ditney Hill". 
W latach 1944–1946 nacjonaliści ukraińscy z OUN-UPA po wysiedleniu Ukraińców do ZSRR, zamordowali tutaj 30 Polaków, paląc tak polskie, jak i ukraińskie, gospodarstwa. 
Na cmentarzu greckokatolickim znajduje się mogiła kilkudziesięciu mieszkańców wsi zamordowanych przez oddziały poakowskie (przypuszczalnie ze Zgrupowania Warta) i wspierającą je ludność polską w dniu 11 kwietnia 1945.

## Demografia
- 1785 – 385 grekokatolików, 86 rzymskich katolików i 8 żydów.
- 1840 – 560 grekokatolików (brak informacji o innych wyznaniach)
- 1859 – 569 jw.
- 1879 – 650 jw.
- 1899 – 792 jw.
- 1926 – 921 jw.
- 1938 – 1011 grekokatolików
- 1939 – 949 Ukraińców, 123 Polaków, 23 Żydów
- 1997 – 289 osób

## Kościół
We wsi znajdowała się filialna greckokatolicka murowana cerkiew Введення в Храм Пресвятої Богородиці, zbudowana w 1879 w miejscu starszej drewnianej cerkwi. Cerkiew została zburzona w 1962.
W Sufczynie znajduje się również rzymskokatolicka parafia św. Jadwigi należąca do dekanatu Bircza. Kościół parafialny pw. św. Jadwigi jest dawną kaplicą dworską z XVIII wieku, do której w XIX wieku dobudowano nawę, a w 1930 wieżę.

## Galeria

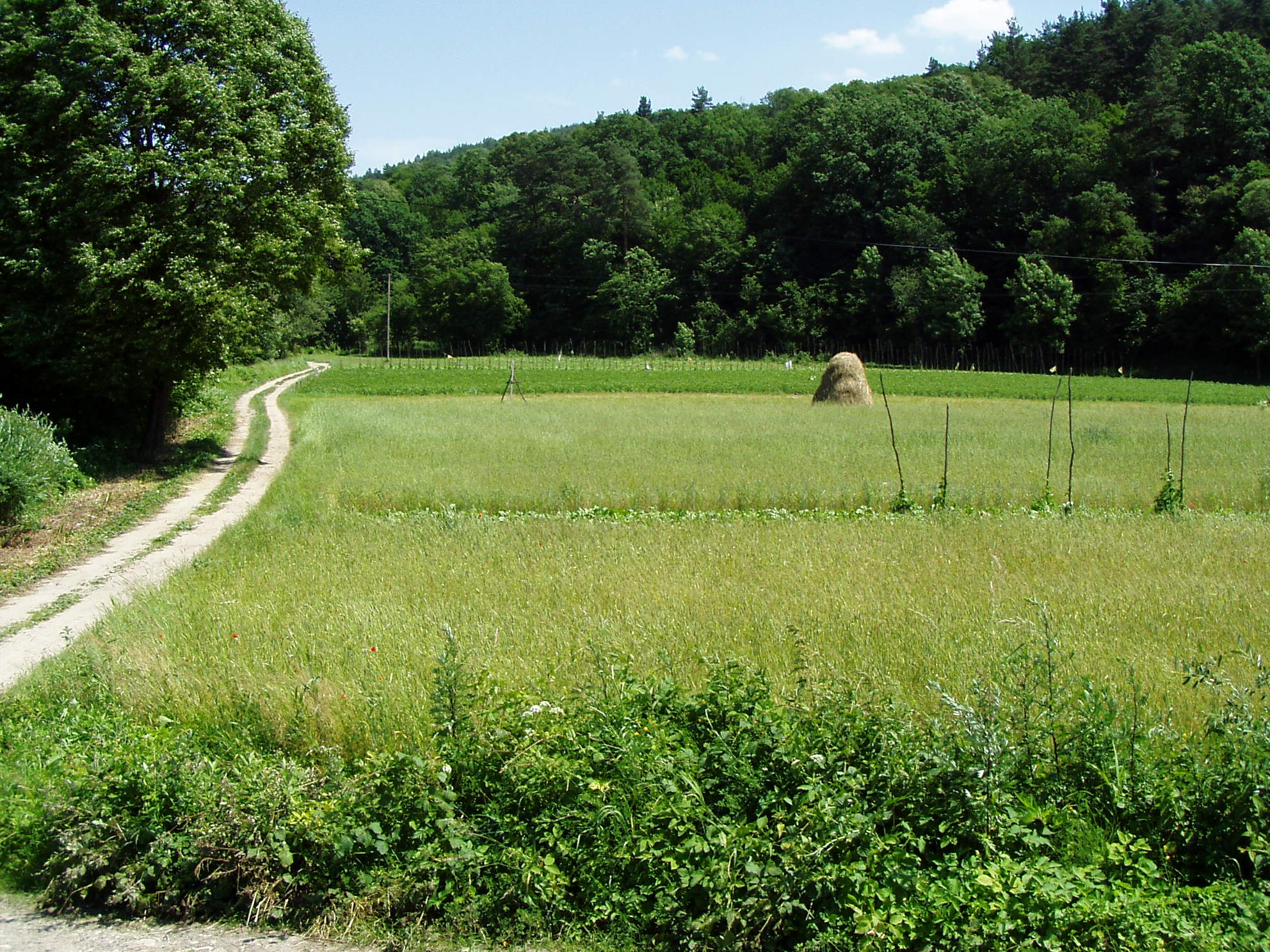
Miejsce po folwarku Tarnawskich